# West Indies Cricket Team in England in der Saison 1976
Die Tour der West Indies nach England in der Saison 1976 fand vom 3. Juni bis zum 31. August 1976 statt. Die internationale Cricket-Tour war Bestandteil der Internationalen Cricket-Saison 1976 und umfasste fünf Tests und drei ODIs. Die West Indies gewannen die Test- und ODI-Serie jeweils 3–0.

## Vorgeschichte
Für beide Mannschaften war es die erste Tour der Saison.
Das letzte Aufeinandertreffen der beiden Mannschaften bei einer Tour fand in der Saison 1973/74 in den West Indies statt.

## Stadien
Die folgenden Stadien wurden für die Tour als Austragungsort vorgesehen.
| Stadion                     | Stadt       | Kapazität | Spiele          |
| --------------------------- | ----------- | --------- | --------------- |
| Edgbaston Cricket Ground    | Birmingham  | 24.803    | 3. ODI          |
| Headingley Stadium          | Leeds       | 17.000    | 4. Test         |
| The Oval                    | London      | 23.500    | 5. Test         |
| Lord’s Cricket Ground       | London      | 30.000    | 2. Test; 2. ODI |
| Old Trafford Cricket Ground | Manchester  | 19.000    | 3. Test         |
| Trent Bridge                | Nottingham  | 15.350    | 1. Test         |
| North Marine Road Ground    | Scarborough | 11.500    | 1. ODI          |

## Kaderlisten
Die beiden Mannschaften benannten die folgenden Kader.
| Test | Test | ODI | ODI |
| England | West Indies | England | West Indies |
| --- | --- | --- | --- |
| - Tony Greig (K) - Dennis Amiss - Chris Balderstone - Mike Brearley - Brian Close - John Edrich - Frank Hayes - Mike Hendrick - Alan Knott (wk) - Geoff Miller - Chris Old - Pat Pocock - Mike Selvey - John Snow - David Steele - Derek Underwood - Alan Ward - Peter Willey - Bob Willis - Barry Wood - Bob Woolmer | - Clive Lloyd (K) - Wayne Daniel - Roy Fredericks - Larry Gomes - Gordon Greenidge - Vanburn Holder - Michael Holding - Bernard Julien - Raphick Jumadeen - Alvin Kallicharran - Collis King - Deryck Murray (wk) - Albert Padmore - Viv Richards - Andy Roberts - Lawrence Rowe | - Tony Greig (K) - Alan Knott (VK, wk) - Dennis Amiss - Graham Barlow - Ian Botham - Graham Gooch - Mike Hendrick - Robin Jackman - John Lever - Derek Randall - David Steele - Derek Underwood - Barry Wood - Bob Woolmer | - Clive Lloyd (K) - Roy Fredericks - Gordon Greenidge - Vanburn Holder - Michael Holding - Bernard Julien - Collis King - Deryck Murray (wk) - Viv Richards - Andy Roberts - Lawrence Rowe |

## Tour Matches
Die West Indies bestritten 24 Tour Matches während dieser Tour.

## Tests

### Erster Test in Nottingham
| 3. – 8. Juni Scorecard | Nottingham | West Indies 494 (153.3) & 176-5d (36) | – | England 332 (134.4) & 156-2 (78) |
|                        |            | Remis                                 |   |                                  |

Die West Indies gewannen den Münzwurf und entschieden sich als Schlagmannschaft zu beginnen.

### Zweiter Test in London
| 17. – 22. Juni Scorecard | London (Lord’s) | England 250 (95.4) & 254 (104.5) | – | West Indies 182 (50.4) & 241-6 (86.3) |
|                          |                 | Remis                            |   |                                       |

England gewann den Münzwurf und entschied sich als Schlagmannschaft zu beginnen.

### Dritter Test in Manchester
| 8. – 13. Juli Scorecard | Manchester | West Indies 211 (70) & 411-5d (114) | – | England 71 (32.5) & 126 (63.5) |
|                         |            | West Indies gewinnt mit 425 Runs    |   |                                |

Die West Indies gewannen den Münzwurf und entschieden sich als Schlagmannschaft zu beginnen.

### Vierter Test in Leeds
| 22. – 27. Juli Scorecard | Leeds | West Indies 450 (88.4) & 196 (51.3) | – | England 387 (133.3) & 204 (56) |
|                          |       | West Indies gewinnt mit 55 Runs     |   |                                |

Die West Indies gewannen den Münzwurf und entschieden sich als Schlagmannschaft zu beginnen.

### Fünfter Test in London
| 12. – 17. August Scorecard | London (Oval) | West Indies 687-8d (182.5) & 182-0d (32) | – | England 435 (129.5) & 203 (78.4) |
|                            |               | West Indies gewinnt mit 231 Runs         |   |                                  |

Die West Indies gewannen den Münzwurf und entschieden sich als Schlagmannschaft zu beginnen.

## One-Day Internationals

### Erstes ODI in Scarborough
| 26. August Scorecard | Scarborough | England 202-8 (55/55)             | – | West Indies 207-4 (41/55) |
|                      |             | West Indies gewinnt mit 6 Wickets |   |                           |

Die West Indies gewannen den Münzwurf und entschieden sich als Feldmannschaft zu beginnen. Als Spieler des Spiels wurde Viv Richardson ausgezeichnet.

### Zweites ODI in London
| 28./29. August Scorecard | London (Lord’s) | West Indies 221 (47.5/50)       | – | England 185 (45.3/50) |
|                          |                 | West Indies gewinnt mit 36 Runs |   |                       |

England gewann den Münzwurf und entschied sich als Feldmannschaft zu beginnen. Als Spieler des Spiels wurde Viv Richardson ausgezeichnet.

### Drittes ODI in Birmingham
| 30./31. August Scorecard | Birmingham | West Indies 223-9 (32/32)       | – | England 173 (31.4/32) |
|                          |            | West Indies gewinnt mit 50 Runs |   |                       |

England gewann den Münzwurf und entschied sich als Feldmannschaft zu beginnen. Als Spieler des Spiels wurde Clive Lloyd ausgezeichnet.